# Східне Ляо
Східне Ляо (спрощ.: 东辽; кит. трад.: 東遼; піньїнь: Dōng Liáo) — киданська держава, що виникла на території південної Маньчжурія внаслідок занепаду династії Цзінь. ліквідовано Монгольською імперією.

## Історія
У 1211 році спадкоємець киданської держави Єлюй Люґе, скориставшись поразками династії Цзінь у війні проти монголів на чолі із Чингисханом, повстав на півострові Ляодун. 1212 року уклав союз з монголами. У 1213 і 1214 роках відбив декілька нападів цзіньської армії. Після цього прийняв титул вана та оголосив про створення царства Ляо (в подальшою відоме як Східне Ляо). Столицею обрав місто Кайюань, яке перейменував в Чжунцзін. 1215 року армія Східного Ляо розширила свої кордони за рахунок Цзінь, захопивши Ляонін. Разом з тим Східне Ляо визнало зверхність Монгольської держави.
1216 року частина киданської знаті на чолі із Єлюй Сибу повстала та оголосила про утворення імперії Ляо (в істориків відома як Пізня Ляо). Втім через 70 днів її знищили монголи.
В подальшому правителі Східного Ляо були вірними васалами монголів, бралиу часть у походах до Кореї та на південь Китаю. 1269 року на великому курултаї було прийнято рішення ліквідувати Східне Ляо, приєднавши його територію до Монгольської імперії.

## Вани
- Єлюй Люґе (1213—1220)
- Яолі (1220—1226)
- Єлюй Сюеду (1226—1238)
- Єлюй Шугуону (1238—1259)
- Єлюй Гунай (1259—1269)